# スーパーマリオブラザーズデラックス
『スーパーマリオブラザーズデラックス』（SUPER MARIO BROS. Deluxe）は、任天堂が2000年3月1日（日本国内の発売日）に発売したゲームボーイカラー専用ゲームソフト。アメリカでは1999年4月30日に、ヨーロッパでは1999年7月1日発売。
先に発売された日本国外では普通に単品で売られていたが、日本国内ではニンテンドウパワー書き換えのみの販売となった。ニンテンドウパワーの書き換えが終了した現在、入手には中古かネットオークション等しかないため、プレイするのは困難であったが、ニンテンドー3DSのバーチャルコンソール版が2013年12月18日から翌年1月20日までの期間限定で『ニンテンドーネットワークID 登録♥感謝キャンペーン』でニンテンドー3DSのニンテンドーネットワークID取得者に無料で先行配信された。有料で一般配信も行う予定としていたが、配信が行われることがないまま2023年3月28日にニンテンドー3DSのニンテンドーeショップのサービスが終了した。
ゲーム内容は『スーパーマリオブラザーズ』をゲームボーイカラーに移植したものであるが、いくつかの違いや追加要素が存在する。

## ゲームモード

### ORIGINAL1985
原作を再現したモード。ただし、以下のような違いがある（※は先に発売された『スーパーマリオコレクション』と同類の変化）。
1. 開始時の人数が3人から5人に変更された（※）。
2. セーブ機能が搭載されている。現在のステージ、残り人数、マリオの状態がセーブされる（別のステージから再開すると、残り人数は5人でチビマリオからのスタート）。
3. ステージ開始前にマップ画面が表示される。現在マリオがキノコ王国のどこを攻略しているのかが視覚的に分かるようになった。
4. 画面表示範囲が狭い。少しだけ左方向へスクロールを戻すことが可能。また、十字キーの上下を押すと画面を上下にスクロールさせることができる。
5. 4-4や7-4や8-4といったループ面において、正しいルートを通ったか判定する音が鳴るようになった（※）。
6. 土管から出る際、音が鳴るようになった（※）。
7. ルイージの服の色が変わった（白の帽子・つなぎ、緑のシャツ→緑の帽子・つなぎ、茶色のシャツ）。ただし、ファイアを取った時の服の色はスーパーの時のファミコンと同じ色である。
8. 大半のバグ技が修正されている。ただし「連続1UP」は意図的に残され、「壁抜け」は画面端を利用した場合のみ可能（これにより-1面には行けなくなった）。「ちびファイアマリオ」はファミコン版とは別の手段で可能である。また、ゴールの旗の上に透明の壁が追加され、旗を超えることができなくなっている。
9. ステージ4クリア時にキノピオ・ピーチ姫が動くようになった（キノピオは跳ねて喜び、ピーチ姫はマリオに駆け寄りキスする。この時ピーチ姫は相手がチビマリオなら屈み、スーパー以上なら背伸びする）。
10. 水や溶岩の水面が動くようになった。
11. ジュゲムがパイポを投げる時に音が鳴るようになった。また、ジュゲムの位置は画面のスクロール状態に応じて変わるようになった（十字キーの上下を押すと画面に合わせてジュゲムも移動する）。
12. ワールドマップにいる時にセレクトボタンでマリオとルイージを切り替えできる。
13. ジャンプ台で飛び上がる時も音が鳴る（※）。

### CHALLENGE
ORIGINAL1985でクリアしたコースを遊び、3つの条件を達成するのが目的のモード。各ステージごとに独立したプレイを行う。チビマリオの状態でスタートし、一度ミスするだけでやり直すことになる。
このモードではステージ中に「赤コイン」が5枚、「ヨッシーのたまご」が1つ新しく配置される。これらの多くは隠しブロックに配置されていたり、10コインブロックを一定枚数以上出すと出現するなど、非常に見つけにくい場所に存在している。さらに「チャレンジスコア」（目標点数）が各コースに設定されている。本来1UPする場面では代わりに得点が入るようになった他、追加された赤コインや卵も手に入れれば得点となる。ワープゾーンのあった場所はコインなどが配置されてボーナスステージ風に作り直されている。「連続1UP」の要領で甲羅を踏み続けても一定回数で「倒した」ことになってしまうなど、安易なパターンも阻止されている。なお、日本版のチャレンジスコアは北米版より全体的に低めになっている。
「赤コイン」を5枚集めてクリアすると赤い5の数字が刻まれたメダル（「赤コインメダル」）が、クリア時のスコア（ゴール時のボーナスや花火も含む）が「チャレンジスコア」を上回っていると青いSの文字が刻まれたメダル（「ハイスコアメダル」）が、「ヨッシーのたまご」を手に入れるとヨッシーのたまごの形をしたメダル（「たまごメダル」）がそれぞれ貰え、ステージ選択画面に表示される。
城ステージクリア後の演出が、他のステージと同じものになっている（得点も入る）。

### VS GAME
通信ケーブルを使って2人で対戦するモード。8つの対戦専用ステージが用意されている。
相手より先にゴールに辿り着くか、相手がミスすると勝利となる。残り時間が0になったり、同時にミスした場合はコインを多く取っていたプレイヤーの勝利となる。
このモードで敵キャラクターはパックンフラワーとクッパ以外登場しない。ステージ中には数多くの「点線ブロック」とそれの状態を切り替えるブロックが配置されている。点線ブロックはこちらの画面で実体化している時、相手の画面では点線になっている。逆も同様である。
バーチャルコンソール版は通信機能が使えないためプレイできない。

## おまけモード
ゲーム内で様々な条件を達成するごとに「ALBUM」や「TOY BOX」に画像が追加され、ポケットプリンタで印刷することができる（バーチャルコンソール版はニンテンドー3DSがポケットプリンタの接続に対応していないため、印刷はできない）。その他、おみくじやカレンダーといった機能がある。カレンダーは1年から3000年まで閲覧でき、おみくじでは大吉を引くと5upする（引いた後に選択したデータ1つのみ）。
なお、「ALBUM」に追加される画像の中には、通信ケーブルで2人対戦をプレイする事や、赤外線通信でRANKINGを交換する事が条件のものが存在する（そのため、通信に対応していないバーチャルコンソール版では、これらの画像は入手不可能）。

## 隠しゲームモード

### テレサレース
「VS GAME」を一人で遊ぶモード。ORIGINAL1985で100000点を突破すると出現する。
テレサと競争し、先にゴールすると勝利となる。ベストタイムが記録され、テレサは必ずそれと同じタイムでゴールする。テレサは時々、点線ブロックの状態を勝手に切り替えてしまう。ベストタイムが短縮されるごとにテレサの色が変わる。

### SUPER MARIO BROS. FOR SUPER PLAYERS
『スーパーマリオブラザーズ2』を遊ぶことが出来る。ORIGINAL1985で300000点を突破すると出現する。ORIGINAL1985における変更点に加えて以下の違いがある。
1. マップ画面でセレクトボタンを押すことでマリオとルイージを切り替えられるが、性能差はない。
2. 毒キノコに『スーパーマリオコレクション』版のようなドクロマークがあり、判別しやすい（グラフィックは『コレクション』と異なる）。
3. 地面や雲・木などの背景、キノコ等のアイテム、更にピーチ姫のグラフィックが前作から変わっていない。また、エンディングのファンファーレの曲も一緒である。
4. ワールド9とワールドA～Dがない。
5. 各ワールドのステージ4をクリアした時の残り時間ボーナスがない。
6. 8-4をクリアしても残り人数がスコアに加算されない。
7. ゴール時に花火が上がる条件が『スーパーマリオブラザーズ』と同じ。またコインの枚数をゾロ目にしてゴール時のタイム下1桁をその数字と同じにする事による1UPも発生しない。
8. 旗の上の「見えない壁」設置に伴い、3-1終盤にあった緑のジャンプ台が赤に変更された。
9. 追加要素の一部削除、それに伴うステージ構成の変更。
  - 追い風（嵐）が吹かない。
  - 敵を踏みつけた時の跳ね上がりがオリジナルの『スーパーマリオブラザーズ2』の仕様と違い、『スーパーマリオブラザーズ』と同様に跳ね上がりが小さいままになっている。

このモードでのCHALLENGEは存在しない。